# Río Turrialba
El río Turrialba es un río perteneciente a la vertiente Altántica de Costa Rica, es un río tributario del río Reventazón. 
Nace en las faldas del volcán Turrialba y tiene una longitud de 15 km. Su cauce presenta varias maravillas escénicas como cañones profundos y hermosas cascadas. 
Recorre el valle de Turrialba y cruza la parte central de la ciudad de Turrialba, para luego desembocar en el río Reventazón. 
Es un río bastante peligroso que constantemente por su desbordamiento genera inundaciones en el valle causando daños en infraestructura viales y urbanas. 

Sus aguas son aprovechadas para la producción de generación de energía hidroeléctrica, ya que desvia parte de su caudal hacia el embalse del proyecto hidroeléctrico de Angostura.

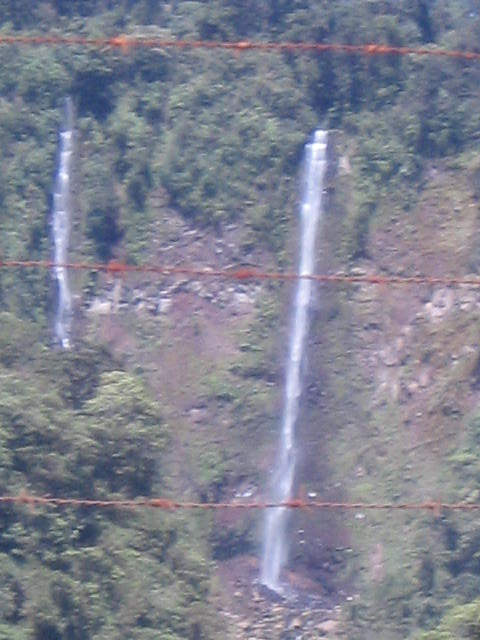
Catarata Río Turrialba en la zona de La Pastora
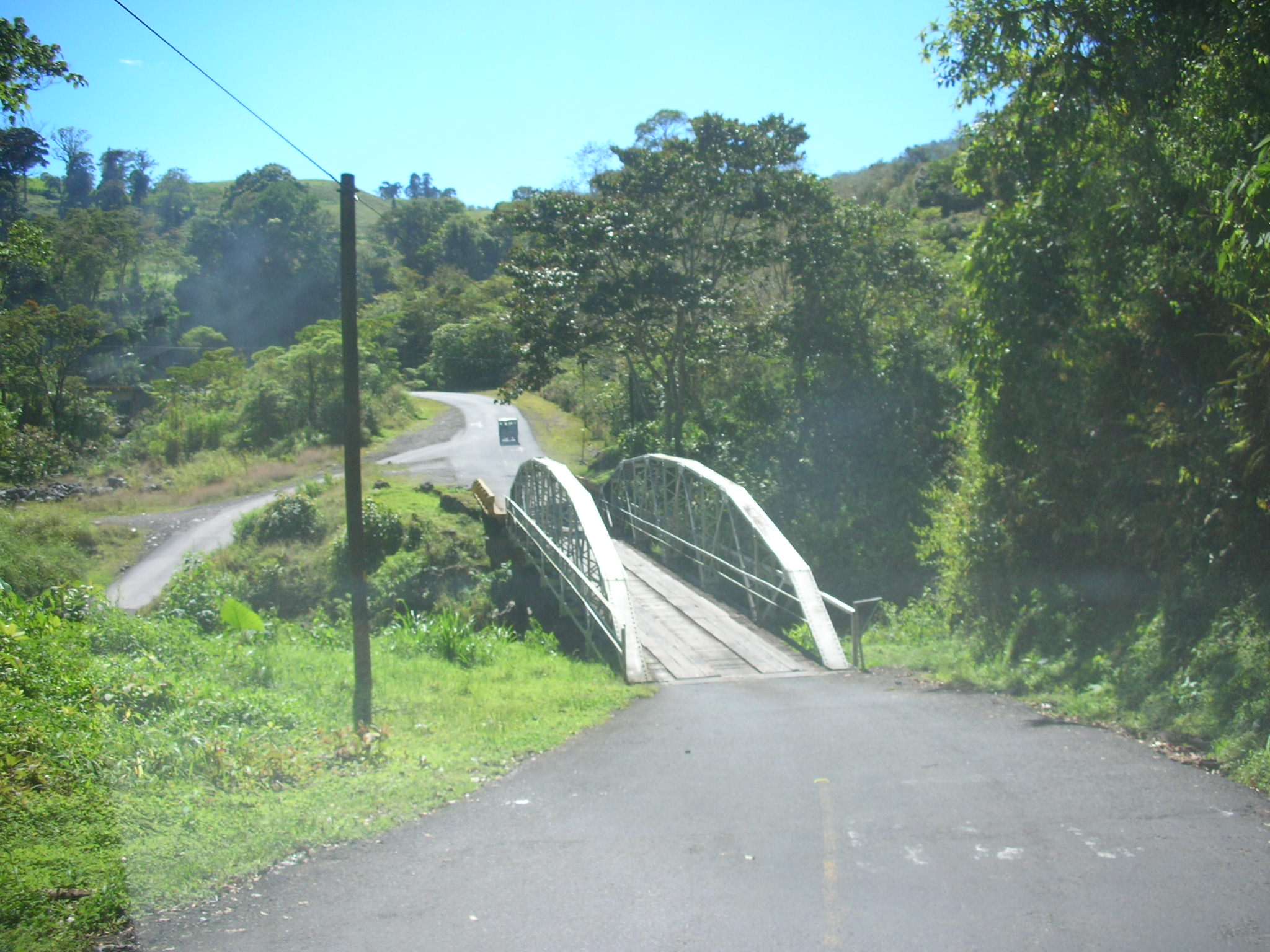
Puente sobre el río Turrialba sobre la via hacia Capellades

- Datos: Q23735211